# Vojko Štembergar
Vojko Štembergar, slovenski častnik, veteran vojne za Slovenijo, * 21. april 1945, † 26. avgust 2008, Ilirska Bistrica
Polkovnik Vojko Štembergar je bil nazadnje namestnik načelnika Centra vojaških šol Slovenske vojske. Od marca 2005 je bil v pokoju.

## Vojaška kariera
- namestnik načelnika Centra vojaških šol Slovenske vojske. (5. februar 2002 - marec 2005)
- načelnik Šole za podčastnike Slovenske vojske (10. junij 1994 - 5. februar 2002)
- povišan v polkovnika (18. junij 1993)
- poveljnik 4. PŠTO (30. junij 1991 -10.junij 1994)
- načelnik štaba 4. PŠTO (januar 1991- 29. junij 1991)
- v.d. komandant 41. območnega štaba TO (april 1991 - julij 1991)
- v.d.komandant občinskega štaba TO Ilirska Bistrica(junij 1990-januar 1991)
- komandant pokrajinskega štaba Teritorialne obrambe (PŠTO) Notranjske (december 1986 - junij 1990)
- komandant občinskega štaba TO Il.Bistrica (1.april 1972 - junij 1980)

## Odlikovanja in priznanja
- častni znak svobode Republike Slovenije (19.10.1992)
- red generala Maistra 3. stopnje z meči (26. december 1991)
- red Slovenske vojske (16. maj 1993)
- srebrna medalja generala Maistra (11. maj 2000)
- spominski znak Obranili domovino 1991
- spominski znak Poveljniki pokrajinskih štabov TO 1991 (23. junij 1998)
- spominski znak Načelniki pokrajinskih štabov TO 1991 (23. junij 1998)
- srebrna medalja Slovenske vojske (2003)
- bronasta medalja Slovenske vojske (1996)
- medalja manevrske strukture narodne zaščite 1990 (1992)
- spominski znak TO št. 103 (1992)
- priznanje Republiškega sekretariata za ljudsko obrambo (1990)
- red ljudske armade s srebrno zvezdo (19.12.1988)
- red za vojaške zasluge  (13.12.1974)
- red dela s srebrnim vencem (16.4.1982)